# Глинки (Талдомский городской округ)
Глинки — деревня в Талдомском районе Московской области России. Входит в сельское поселение Гуслевское.

## География
Расположена в южной части района, примерно в 16 км к югу от центра города Талдома, на левом берегу впадающей в Волгу реки Дубны. Связана автобусным сообщением с районным центром и посёлком городского типа Запрудня. Ближайшие населённые пункты — деревни Вотря и Никулки.

## История
В «Списке населённых мест» 1862 года Глинкова — владельческая деревня 2-го стана Дмитровского уезда Московской губернии на Кашинском тракте (из Дмитрова в Кашин), при реке Дубне, в 30 верстах от уездного города, с 11 дворами и 98 жителями (48 мужчин, 50 женщин).
По данным 1890 года входила в состав Гарской волости Дмитровского уезда, проживало 94 человека.
В 1913 году — 20 дворов и 2 башмачных заведения.
Постановлением президиума ВЦИК от 15 августа 1921 года Гарская волость была включена в состав образованного Ленинского уезда Московской губернии.
По материалам Всесоюзной переписи населения 1926 года — деревня Аймусовского сельского совета Гарской волости Ленинского уезда, проживал 161 житель (81 мужчина, 80 женщин), насчитывалось 34 хозяйства, среди которых 23 крестьянских.
С 1929 года — населённый пункт в составе Ленинского района Кимрского округа Московской области, с 1930-го, в связи с упразднением округа, — в составе Талдомского района (ранее Ленинский район) Московской области.
До муниципальной реформы 2006 года — деревня Гуслевского сельского округа.

## Население
| 1859 | 1890 | 1926 | 2002 | 2006 | 2010 |
| ---- | ---- | ---- | ---- | ---- | ---- |
| 98   | ↘94  | ↗161 | ↘21  | ↘16  | ↗20  |